# Staatsschuldenquote in Estland
Die Staatsschuldenquote Estlands gibt das Verhältnis zwischen der estnischen Staatsverschuldung einerseits und dem estnischen nominalem Bruttoinlandsprodukt andererseits an.

## Entwicklung in den letzten Jahren
Die Staatsschuldenquote Estlands stieg aufgrund der Finanzkrise zwischen 2008 und 2013 an. Entsprach die Staatsverschuldung von 0,7 Mrd. Euro Ende 2008 einer Staatsschuldenquote von 4,5 %, so erreichte die Staatsschuldenquote Ende 2013 angesichts eines Schuldenstandes von dann inzwischen 1,8 Mrd. Euro einen Wert von 9,8 %. Dies ist jedoch immer noch der niedrigste Wert in der Eurozone.

## Prognostizierte Entwicklung
Der Internationale Währungsfonds geht davon aus, dass die Staatsschuldenquote Estlands bis Ende 2019 bei einem Schuldenstand von dann 2,1 Mrd. Euro auf 8,2 % zurückgeht. Damit würde Estland das Maastricht-Kriterium von höchstens 60 % weiterhin erreichen.